# یودو، تبت
یودو، تبت (به لاتین: Yudo) یک منطقهٔ مسکونی در جمهوری خلق چین است که در منطقه خودمختار تبت واقع شده‌است. یودو
- نفر جمعیت دارد.